# イソ・リヴォルタ
イソ・リヴォリタはイタリアの自動車メーカー・イソ社が1962年から1971年まで生産した4座席のグラントゥーリスモである。

## 概要
独創的な設計のミニカー・イセッタで自動車生産に参入したイソは、次の目標として創業者のレンツォ・リヴォルタ自身の名前を冠した大型GTカーの製造に乗り出した。シボレーの5,400ccエンジン(チューンは300馬力のIR300、圧縮比をあげた365馬力のIR340、4キャブ400馬力のIR300/4が選択できた)、元フェラーリのエンジニア ・ジオット・ビッザリーニが開発したド・ディオンアクスル、インボード式後輪ディスクブレーキを持つ高度な設計のシャシー、ベルトーネの新進気鋭のチーフデザイナー・ジョルジェット・ジウジアーロによる精悍なボディスタイルを特徴とし、同時期にこの市場に参入したランボルギーニとともに、フェラーリの牙城であったスーパーカー市場の一角に食い込んだ。
1969年には同じく、ベルトーネ製ながら、同社の新しいチーフデザイナー・マルチェロ・ガンディーニのデザインによる新しいボディを持つ4座クーペ・リヴォルタ・レーレが登場、しばらく並行生産された後、1971年に消滅した。